# Sri Lanka na Letnich Igrzyskach Olimpijskich 2008
Sri Lankę na Letnich Igrzyskach Olimpijskich 2008 reprezentowało ośmioro zawodników – czterech mężczyzn i cztery kobiety.
Był to 15. start reprezentacji Sri Lanki na letnich igrzyskach olimpijskich.

## Skład kadry

### Badminton
| Zawodnik           | Konkurencja           | 1/64                               | 1/32                   | 1/16                   | Ćwierćfinał            | Półfinał               | Finał                  |                        |
| Zawodnik           | Konkurencja           | Przeciwnik Wynik                   | Przeciwnik Wynik       | Przeciwnik Wynik       | Przeciwnik Wynik       | Przeciwnik Wynik       | Przeciwnik Wynik       |                        |
| ------------------ | --------------------- | ---------------------------------- | ---------------------- | ---------------------- | ---------------------- | ---------------------- | ---------------------- | ---------------------- |
| Thilini Jayasinghe | gra pojedyncza kobiet | Lê Ngọc Nguyên Nhung L 13-21 16-21 | → Nie awansowała dalej | → Nie awansowała dalej | → Nie awansowała dalej | → Nie awansowała dalej | → Nie awansowała dalej | → Nie awansowała dalej |

### Boks
| Anurudha Rathnayake | Waga musza (do 51 kg) | Robenilson Vieira L 3-13 | → Nie awansował dalej | → Nie awansował dalej | → Nie awansował dalej | → Nie awansował dalej | → Nie awansował dalej | → Nie awansował dalej |

### Lekkoatletyka
| Zawodnik              | Konkurencja           | Kwal.   | Kwal. | Ćwierćfinał            | Ćwierćfinał            | Półfinał               | Półfinał               | Finał                  | Finał                  |
| Zawodnik              | Konkurencja           | Wynik   | Poz.  | Wynik                  | Poz.                   | Wynik                  | Poz.                   | Wynik                  | Poz.                   |
| --------------------- | --------------------- | ------- | ----- | ---------------------- | ---------------------- | ---------------------- | ---------------------- | ---------------------- | ---------------------- |
| Susanthika Jayasinghe | bieg na 200 m kobiet  | 23:04   | 2     | 22.94                  | 3                      | 22.98                  | 7                      | → Nie awansowała dalej | → Nie awansowała dalej |
| Nadeeka Lakmali       | rzut oszczepem kobiet | 54.28 m | 23    | → Nie awansowała dalej | → Nie awansowała dalej | → Nie awansowała dalej | → Nie awansowała dalej | → Nie awansowała dalej | → Nie awansowała dalej |

### Pływanie
| Zawodnik      | Konkurencje                    | Kwal.   | Kwal. | Półfinał               | Półfinał               | Finał                  | Finał                  |
| Zawodnik      | Konkurencje                    | Wynik   | Poz.  | Wynik                  | Poz.                   | Wynik                  | Poz.                   |
| ------------- | ------------------------------ | ------- | ----- | ---------------------- | ---------------------- | ---------------------- | ---------------------- |
| Daniel Lee    | 50 m stylem dowolnym mężczyzn  | 24.92   | 66    | → Nie awansował dalej  | → Nie awansował dalej  | → Nie awansował dalej  | → Nie awansował dalej  |
| Mayumi Raheem | 100 m stylem klasycznym kobiet | 1:15.33 | 44    | → Nie awansowała dalej | → Nie awansowała dalej | → Nie awansowała dalej | → Nie awansowała dalej |

### Podnoszenie ciężarów
| Zawodnik           | Konkurencja | Rwanie | Rwanie  | Podrzut | Podrzut | Łącznie | Miejsce |
| Zawodnik           | Konkurencja | Wynik  | Miejsce | Wynik   | Miejsce | Łącznie | Miejsce |
| ------------------ | ----------- | ------ | ------- | ------- | ------- | ------- | ------- |
| Chinthana Vidanage | -69 kg      | 128 kg | 25      | 165 kg  | 16      | 293 kg  | 16      |

### Strzelectwo
| Edirisinghe Senanayake | pistolet pneumatyczny 10 m | 561 | 48 | → Nie awansował dalej | → Nie awansował dalej | → Nie awansował dalej | → Nie awansował dalej |
| Edirisinghe Senanayake | karabin dowolny 50 m       | 545 | 36 | → Nie awansował dalej | → Nie awansował dalej | → Nie awansował dalej | → Nie awansował dalej |